# 新潟県旗
新潟県旗（にいがたけんき）は、日本の都道府県の一つ・新潟県の旗。
本項では、旗に図示されている新潟県章（にいがたけんしょう）、および県章と併用されるシンボルマークについても併せて解説する。

## 概要

### 県旗・県章

新潟県章

県章・県旗とも1963年（昭和38年）8月23日の県公告により制定された。著作権法の規定により、2014年（平成26年）1月1日よりパブリックドメインとなっている。
崩し字で書いた漢字の「新」を円の上部に置き、頸飾状にした片仮名の「ガ」「タ」で、融和と希望、県の円滑な発展を表している。
県章の部分は公式には金色であるが、略式の場合は白を用いても良いとされている。

## シンボルマーク

新潟県シンボルマーク（1992年制定）

1992年（平成4年）3月27日の県公告により制定された。
永井一正によるデザイン。環日本海の中心に位置する県土をシンプルな扇形でデザインし、青の円は自然・うるおい・無限の可能性を、扇形は県の文化と情報が拡がって行く国際性・積極性をイメージしている。
シンボルマーク制定後は県章に代えてこのシンボルの方が使用される機会が多くなっているが、東京都や鹿児島県のような県旗と別のシンボル旗は制定されていない。